# Голяновський Руслан Вікторович
Русла́н Ві́кторович Голяно́вський (24 серпня 1982 — 24 серпня 2014) — солдат 51-ї окремої механізованої бригади Збройних сил України, учасник російсько-української війни.

## Біографія
Народився Руслан Голяновський 24 серпня 1982 року в селі Горичів Володимир-Волинського району. Старший серед трьох дітей Голяновських Віктора Феліксовича та Тетяни Харитонівни. Закінчив Зимнівську середню школу, працював у приватного підприємця. Добре розбирався у техніці та столярній справі, був добрим господарем удома, часто допомагав сусідам по господарству. 2009 року одружився.
Був мобілізований до лав Збройних Сил ще на початку квітня 2014 року. Служив водієм у 51-й механізованій бригаді. Разом із іншими бійцями бригади брав участь у відсічі збройній агресії Росії.
24 серпня 2014 року 3-й батальйон бригади потрапив у оточення біля Іловайська. Тоді під ракетним та танковим вогнем проросійських бойовиків та російських військових загинули та потрапили в полон десятки воїнів 51-ї бригади. Рідні останній раз розмовляли із Русланом близько 20 години 24 серпня. Руслан Голяновський загинув 24 серпня 2014 року біля Кутейникового (за інформацією побратимів по зброї, Руслан Голяновський загинув близько 24 години 24 серпня 2014 року).
Удома у Руслана Голяновського залишились батьки, дружина Олена, двоє дітей — дочка Ангеліна 2010 р.н. та син Дмитро 2013 р.н.
Похований Руслан Голяновський на кладовищі у рідному селі Горичів. Віддати шану загиблому прийшли рідні та друзі.

## Нагороди та вшанування
- 4 червня 2015 року — за особисту мужність і героїзм, виявлені у захисті державного суверенітету та територіальної цілісності України, вірність військовій присязі під час російсько-української війни, відзначений — нагороджений орденом «За мужність» III ступеня (посмертно).
- В Зимненському НВК відкрито меморіальну дошку випускнику Руслану Голяновському.
- Його портрет розміщений на меморіалі «Стіна пам'яті полеглих за Україну» у Києві: секція 3, ряд 9, місце 6
- Вшановується 25 серпня на щоденному ранковому церемоніалі вшанування українських захисників, які загинули цього дня у різні роки внаслідок російської збройної агресії[6]